# ТЕС Meghnaghat (Orion Power)
ТЕС Meghnaghat (Orion Power) – теплова електростанція у Бангладеш, створена компанією Orion Power за два десятки кілометрів на південний схід від околиць Дакки. 
В 21 столітті на тлі стрімко зростаючого попиту у Бангладеш почався розвиток генеруючих потужностей на основі двигунів внутрішнього згоряння, які могли бути швидко змонтовані. Зокрема, в 2020-му в районі Meghnaghat почала роботу електростанція компанії Orion Power потужністю 104 МВт. Вона має 6 генераторних установок Wartsila 18V50DF, відпрацьовані якими гази потрапляють у 6 котлів-утилізаторів, постачених китайською Kaineng, від яких живиться турбінне обладнання від індійської Triveni Turbine. 
Як паливо станція використовує нафтопродукти, доставка яким може відбуватись водним транспортом (майданчик ТЕС розташований на правому березі Мегхни). 
Видача продукції відбувається по ЛЕП, розрахованій на роботу під напругою 132 кВ.
Можливо відзначити, що неподалік, на утвореному рукавами Мегхни острові, створюється потужний електроенергетичний комплекс, де наразі вже працюють ТЕС Meghnaghat компанії Pendekar Energy та ТЕС Meghnaghat компанії Summit (а також розташовані орендовані потужності ТЕС Meghnaghat від державної BPDB).